# Syndrome tonique du muscle tenseur du tympan

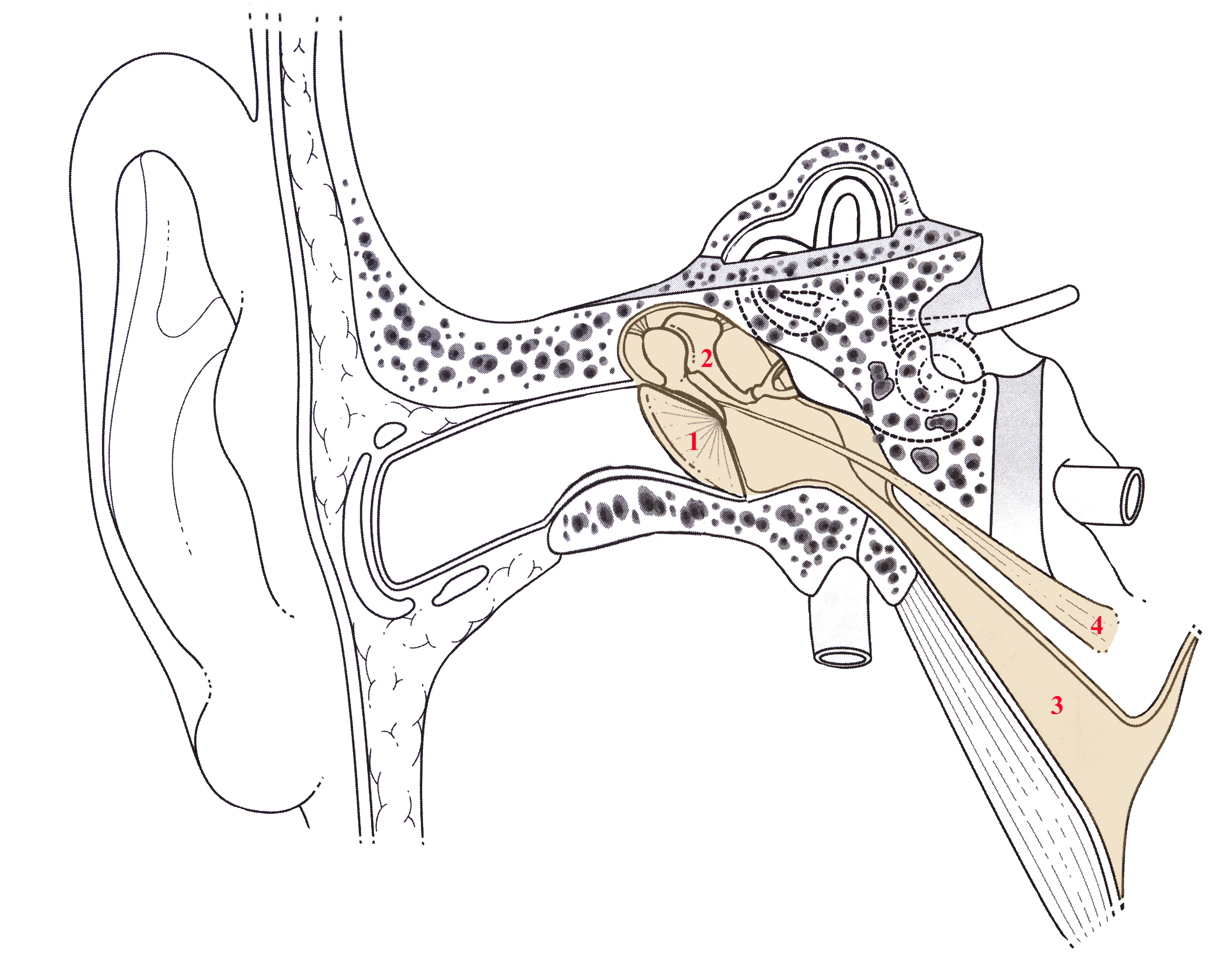
Anatomie de l'oreille moyenne montrant le muscle tenseur du tympan

## Description
Décrit par Klochoff et all en 1971, Le syndrome tonique du muscle tenseur du tympan est une pathologie encore peu connue dans le monde médical. Il s'agit d'une diminution du seuil de contraction du muscle tenseur du tympan. Cette hyper contraction (ou spasmes) entraîne des otalgies chroniques et en particulier dans le cas de l'hyperacousie et du syndrome du choc acoustique,. Son étude ouvre un champ de compréhension important de la douleur associée à des troubles de l'audition,. 

## Manifestations
Klockhoff et Westerberg ont étudié les symptômes de cette pathologie chronique. 
| Symptômes                                                  | %    |
| ---------------------------------------------------------- | ---- |
| plénitude auditive et douleurs dans et autour de l'oreille | 83 % |
| acouphènes, parfois pulsatiles                             | 62 % |
| Dysacusis                                                  | 42 % |
| Céphalée de tension (frontale ou occipitale)               | 88 % |
| Vertiges et troubles de l'équilibre                        | 80 % |

Ils ont montré qu’une tension psychique élevée semble être le facteur étiologique essentiel.

## Traitements
- Relaxation[7]

- Anxiolytique[7]
- Flunarizine
- Chirurgie[8]